# 10256 Vredevoogd
A 10256 Vredevoogd (ideiglenes jelöléssel 4157 T-3) a Naprendszer kisbolygóövében található aszteroida. Cornelis Johannes van Houten,  Ingrid van Houten-Groeneveld és Tom Gehrels fedezte fel 1977. október 16-án.